# بيل سينجر
بيل سينجر (بالإنجليزية: Bill Singer)‏ هو لاعب كرة قاعدة أمريكي، ولد في 24 أبريل 1944 في لوس أنجلوس في الولايات المتحدة.

## وصلات خارجية
- بيل سينجر على موقعبيزبول رفرنس.كوم (الدوري الرئيسي) (الإنجليزية)
- بيل سينجر على موقعبيزبول رفرنس.كوم (الدوري الثانوي) (الإنجليزية)
- بيل سينجر على موقع مشجعي الرسوم البيانية (الإنجليزية)